# جمال الدين عطوي
جمال الدين عطوي (بالفرنسية: Djamalidine Atoiyi)‏ (5 أغسطس 1997 بمايوت في فرنسا - ) هو لاعب كرة قدم فرنسي في مركز الوسط.

## روابط خارجية
- جمال الدين عطوي على موقع قاعدة بيانات كرة القدم.إي يو (الإنجليزية)
- جمال الدين عطوي على موقع ليكيب (الفرنسية)
- جمال الدين عطوي على موقع ناشيونال فوتبول تيمز (الإنجليزية)
- جمال الدين عطوي على موقع Soccerway.com (الإنجليزية)